# Visita de Robert F. Kennedy à Palestina em 1948
Robert F. Kennedy visitou o Mandato Britânico da Palestina em 1948, um mês antes da Declaração de Independência do Estado de Israel. Com 22 anos na época, ele estava relatando a situação tensa na região para o The Boston Post. Durante sua estadia, ele passou a admirar os habitantes judeus da área. Mais tarde, ele se tornou um forte apoiador de Israel; isso foi mais tarde citado como a suposta motivação de Sirhan Sirhan para assassiná-lo no primeiro aniversário do início da Guerra dos Seis Dias em 5 de junho de 1968. Sirhan viu um documentário sobre Kennedy na Palestina em 1948. Mais tarde, em seu julgamento por assassinato, Sirhan Sirhan testemunhou: "Eu esperava que ele ganhasse a presidência até aquele momento. Mas quando eu vi, ouvi, ele estava apoiando Israel, senhor, não em 1968, mas ele estava apoiando, desde o início em 1948, senhor..." O autor Robert Blair Kaiser aponta uma discrepância no momento da decisão de Sirhan. No diário de Sirhan, a entrada em que ele decidiu matar Robert Kennedy foi feita em 18 de maio. O documentário em questão foi exibido pela primeira vez na TV na área de Los Angeles em 20 de maio. Quando solicitado a explicar, Sirhan disse que não se lembrava de ter escrito o diário.

## Antecedentes

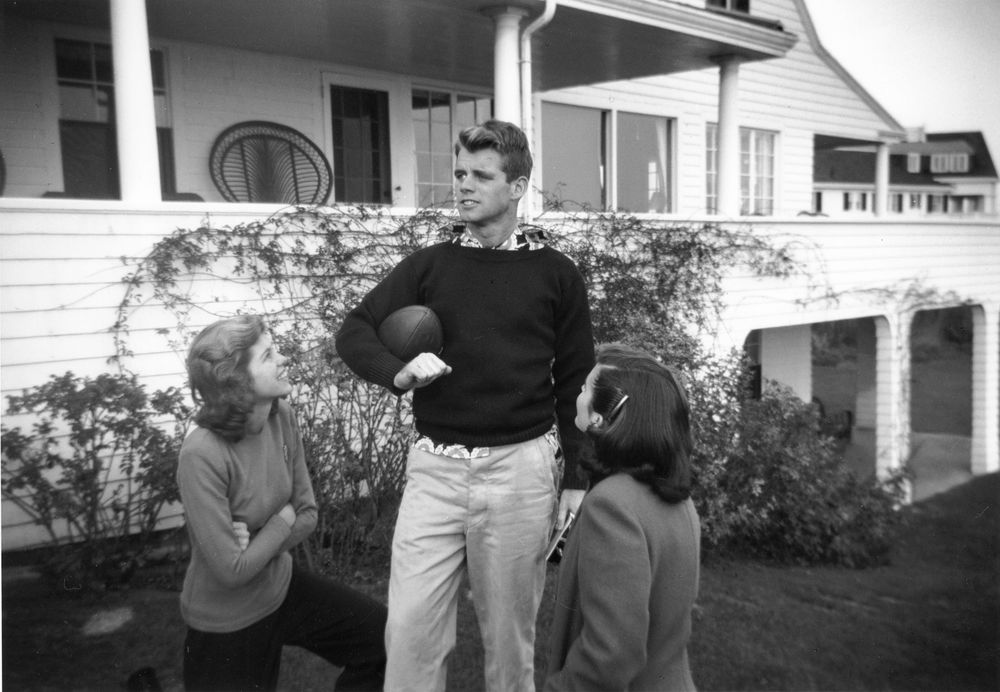
Robert F. Kennedy (centro) na casa de sua família em Hyannis Port, Massachusetts, 1948

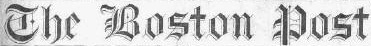
Kennedy cobriu a guerra árabe-israelense e a ponte aérea de Berlim em 1948, e mais tarde a Conferência do Tratado de Paz Japonês em 1951 para o The Boston Post

Após sua graduação em Harvard, Kennedy foi encorajado por seu pai a viajar para o exterior. Ignorando o aviso de seu pai para evitar problemas, Kennedy pegou um voo do Cairo para o Aeroporto de Lod, perto de Tel Aviv.

## Viagem e despachos
Enquanto estava em Israel, Kennedy visitou Tel Aviv, Jerusalém e um kibutz, e falou com vários moradores locais. A região era muito insegura na época; o comboio judeu que seguiu Kennedy de Tel Aviv para Jerusalém foi, nas palavras de Kennedy, "cortado em tiras". Enquanto visitava Jerusalém, ele foi preso, vendado e levado para a sede da Haganah, onde foi aconselhado a ficar longe das ruas. Na época da visita de Kennedy, Sirhan Sirhan, então com quatro anos, residia em Musrara, Jerusalém.
Ele entrevistou membros do Irgun, um ex-major do Exército Soviético e uma mulher de 23 anos que trabalhava em serviços de propaganda. Ele escreveu que os judeus têm "um espírito imortal" e disse: "Eles lutarão, e lutarão com coragem inigualável". Ele escreveu sobre judeus e árabes trabalhando juntos nos campos como um sinal de esperança para o futuro da região. Ele conversou com um soldado da Haganah que atirou em sua irmã ao saber que ela não deixaria seu namorado britânico. Ele escreveu que os árabes lhe disseram que iriam envenenar o suprimento de água de Jerusalém. Estava claro para ele que nenhum lado iria se comprometer:
| “ | A sorte já foi lançada há muito tempo; a luta vai acontecer. Os judeus de costas para o mar, lutando por seus próprios lares, com 101% de moral, não aceitarão nenhum compromisso. Por outro lado, os árabes dizem: "Traremos brigadas muçulmanas do Paquistão, lideraremos uma cruzada religiosa para todos os seguidores leais de Maomé, esmagaremos para sempre o invasor. Não importa se levará três meses, três anos ou 30, continuaremos a luta. A Palestina será árabe. Não aceitaremos nenhum compromisso." | ” |

Ele ficou impressionado com os "novos" judeus que descobriu na Palestina, que eram muito diferentes dos judeus que ele conhecia nos Estados Unidos. Ele escreveu: "O povo judeu na Palestina que acredita e tem trabalhado para este Estado nacional tornou-se um povo imensamente orgulhoso e determinado. Já é um exemplo moderno verdadeiramente grande do nascimento de uma nação com os ingredientes primários de dignidade e auto-respeito."
Israel declarou sua independência em 14 de maio de 1948. Os despachos que Kennedy escreveu na Palestina foram publicados no The Boston Post de 3 a 6 de junho de 1948. O primeiro, intitulado "Britânicos odiados por ambos os lados", imediatamente atraiu a atenção para os relatos.
Seguem citações dos despachos de Kennedy:
Os árabes estão mais preocupados com o grande aumento de judeus na Palestina: 80.000 em 1948. Os árabes sempre temeram essa invasão e afirmam que os judeus nunca ficarão satisfeitos apenas com sua parte da Palestina, mas gradualmente se moverão para dominar o resto do país e eventualmente se moverão para as terras petrolíferas enormemente ricas. Eles estão determinados a que os judeus nunca obtenham o ponto de apoio que seria necessário para o cumprimento dessa política...
Os judeus apontam com orgulho para o fato de que mais de 500.000 árabes, nos 12 anos entre 1932-1944, vieram para a Palestina para aproveitar as condições de vida existentes em nenhum outro Estado árabe...
Se um Estado judeu for formado, será o único fator estabilizador restante no Oriente próximo e distante [sic para Próximo e Médio].
Kennedy rejeitou os receios ocidentais de que Israel se tornasse comunista, considerando-os "fanaticamente absurdos" e argumentou que os Estados Unidos e a Grã-Bretanha poderiam em breve "olhar para um Estado judeu para preservar uma posição naquela parte do mundo".

## Impacto
Em um discurso em Westchester em 1964, Kennedy reforçou suas credenciais pró-Israel para uma multidão majoritariamente judaica e se referiu à sua visita de 1948:
"Eu estava envolvido naquela guerra", disse Kennedy, "levei um tanque de Tel Aviv para Jerusalém. Eu fui um dos poucos que disse que Israel iria obter sua independência por causa de sua coragem e determinação."